# 伊平屋村
伊平屋村（日语：／ Iheya son */?，琉球語：／ ）是位於琉球列島沖繩群島的伊平屋島及附近島嶼的行政區劃。伊平屋島為沖繩縣地理位置最北方的有人居住島嶼，從島上發現的久里原貝塚中推測繩紋時代有人類居住於島上。琉球王國的第一尚氏王朝開創者-尚巴志的祖父佐銘川大主（又名鮫川大主）即出生於伊平屋島。
2005年7月原本計畫與伊是名村合併為新設立的「伊平屋村」，但在伊是名村村民投票中遭到否決而中止計畫。

## 地理
伊平屋島位於沖繩島邊戶岬西北方約40公里，大致上位於與論島正西方，伊平屋島為南北向細長形，南方緊鄰有野甫島，兩島之間設有新野甫大橋相聯。
雖然伊平屋島與伊是名島相距只有5公里，但兩地間並沒有開設定期船運航班。

### 轄區

#### 伊平屋島
| - 我喜屋 | - 島尻 | - 田名 | - 前泊 |

#### 野甫島
- 野甫

## 歷史
- 1896年4月1日：實施郡區制，為島尻郡轄下「伊平屋島」之行政區。
- 1908年4月1日：實施島嶼町村制，將原本的伊平屋島改為伊平屋村。

## 交通

### 道路
- 沖繩縣道179號田名野甫線
  - 野甫大橋（伊平屋島～野甫島）

### 港口
- 前泊港
- 野甫港

## 教育

### 中學校
| - 伊平屋村立伊平屋中學校 | - 伊平屋村立野甫小中學校 |

### 小學校
| - 伊平屋村立伊平屋小學校 | - 伊平屋村立野甫小中學校 |